# Mystic Eyes
Singles de Them
Here Comes the Night
(1965) Call My Name
(1965)
 Mystic Eyes  est une chanson de blues écrite par Van Morrison. Elle est enregistrée par Them en octobre 1965 sur le label Decca Records. Sortie en 45 tours le 12 novembre 1965 de la même année.

## Historique
En 1965 durant une session d'enregistrement quelqu'un a commencé à jouer un riff rapide et le groupe la rejoint. La chanson a été enregistrée au Regent Sound un studio dans Denmark Street à Londres en Angleterre. Les pistes principales de la chanson ont été fournies par Jimmy Page, alors guitariste inconnu.